# 統上開發建設
統上開發建設，在1981年1月創立於臺南市永康區。是臺灣統一企業百分百轉投資的子公司，資本額約為新台幣2.7億。該開發建設推出的知名建案有「統一神曲」、「統一巴里島」、「統一時尚經典」、「統一夢巴里」、「統一富貴家專」、「統一花園別墅」等案。該開發建設的建案都是針對南科園區族群所設計出來的特殊建案。

## 经营领域
- 為臺灣統一企業百分百投資2.7億新台幣的公司。統上開發建設的建案與其他建設所推出的不同，造成轟動。[2]
- 統上開發建設轉投資懷仁國際[3]懷恩聖地。

## 得獎紀錄
- 2014年榮獲第22屆中華建築金石獎優良規劃設計類。

## 相關新聞
- 臺灣證交所重大訊息公告：統一企業代統上開發取得不動產土地。[4]
- 統上開發建設花1.3億新台幣在台灣台南買地。[5]

## 資料來源
1. ↑  .   [2013-09-07]. （原始内容存档于2016-03-04）.
2. ↑  統一旗下建商統上開發取得台南永康土地備案
3. ↑  懷仁國際官方網站 的存檔，存档日期2014-08-24.
4. ↑  臺灣雅虎理財新聞-統一：統上開發建設取得台南市永康區土地，計1.37億元。[]
5. ↑  .   [2013-09-07]. （原始内容存档于2013-09-07）.

## 外部連結
- 統上永康會館 （页面存档备份，存于）
- 統上永康會館的Facebook專頁